# Miss República Dominicana 1971
Miss República Dominicana 1971 fue celebrado el 19 de enero de 1971. Hubo 28 delegadas en el concurso. La ganadora escogida representó a la República Dominicana en el concurso Miss Universo 1971. La virreina (segundo puesto) se presentó a Miss Mundo 1971. El resto de las finalistas fueron invitadas a participar en diferentes concursos internacionales.

## Resultados
| Resultados                          | Candidatas |
| ----------------------------------- | --- |
| Señorita República Dominicana 1971  | Seibo - Sagrario Reyes |
| Señorita Mundo República Dominicana | Barahona - Haydée Kuret |
| Primera Finalista                   | Distrito Nacional - Aída Fernández |
| Segunda Finalista                   | Santiago - Mirka Súarez |
| Tercera Finalista                   | Puerto Plata - Nídia Ureña |
| Cuadra-finalistas                   | Valverde - Digna Álvarez Santiago Rodríguez - Ana Germán Dajabón - Lina Rosado San Pedro de Macorís - Carmen Sosa Monte Cristi - Martha Eros                     |
| Semi-finalistas                     | Independencia - Ana San Lorenzo Ciudad Santo Domingo - Verónica Evete María Trinidad Sánchez - María Martín Espaillat - Desireé Verdadero Peravia - Ana Betances |

### Premios especiales
Mejor Rostro - Aída Fernández (Distrito Nacional)

Miss Fotogenica - Sagrario Reyes (Seibo)

Miss Simpatía - Digna Álvarez (Valverde)

## Candidatas
| Representa             | Candidata                                  | Oriunda                    |
| ---------------------- | ------------------------------------------ | -------------------------- |
| Azua                   | Cilinia Marta Parada Acosta                | Azua de Compostela         |
| Bahoruco               | Ana Elena Ramos Ortiz                      | Santo Domingo              |
| Barahona               | Haydée Modesta Kuret Tejeda                | Santo Domingo              |
| Ciudad Santo Domingo   | Verónica Gloria Evete Roman                | Santo Domingo              |
| Dajabón                | Ana Lina Rosado Batistas                   | Santo Domingo              |
| Distrito Nacional      | Aída Ceneyda McGregor Hernández            | Santo Domingo              |
| Duarte                 | Ingrid Marie Martens Abreu                 | San Francisco de Macorís   |
| Espaillat              | Desireé Agens Verdadero Lozio              | Santo Domingo              |
| Independencia          | Ana Lorena San Lorenzo Taiti               | San Francisco de Macorís   |
| La Altagracia          | Rose Nicole Rodríguez Lony                 | Salvaleón de Higüey        |
| La Estrelleta          | Rossana Cristina Villalona Moreno          | Santiago de los Caballeros |
| La Romana              | Teresita María Sosa Canó                   | La Romana                  |
| La Vega                | Sandra María Rodríguez Ferreira            | Concepción de La Vega      |
| María Trinidad Sánchez | María Agnes Martín Morazán                 | Santo Domingo              |
| Monte Cristi           | Martha María Eros Ramírez                  | Santo Domingo              |
| Pedernales             | Emilia Guadalupe Encarnación Isa           | San José de Ocoa           |
| Peravia                | Ana Carmencita Betances Lara               | Santo Domingo              |
| Puerto Plata           | Nídia María Carolina Ureña Vargas          | San Felipe de Puerto Plata |
| Salcedo                | Fatima Clara Taverez Ruíz                  | Santo Domingo              |
| Samaná                 | Luisa María Oviedo Rey                     | Santiago de los Caballeros |
| San Cristóbal          | Mónica Tatiana Madragó Reyes               | Monte Plata                |
| San Juan               | Ana Zamia Zamora Súarez                    | Santo Domingo              |
| San Pedro de Macorís   | Carmen Ana Sosa Sosa                       | Santo Domingo              |
| Sánchez Ramírez        | Ana Germanialette Ríos Ynoa                | Santo Domingo              |
| Santiago               | Mirka Lola Súarez Rodríguez                | Santiago de los Caballeros |
| Santiago Rodríguez     | Ana Sandra Germán Abreu                    | Santiago de los Caballeros |
| Seibo                  | Sagrario Margarita Reyes de los Colmenares | Santo Domingo              |
| Valverde               | Digna Janet Álvarez Ramis                  | Santo Domingo              |